# Glaciar del Aneto
El glaciar del Aneto es el glaciar más grande de los Pirineos. Se encuentra dentro del municipio de Benasque (España). Ocupa 60 hectáreas de superficie con 50 metros de espesor máximo. Su morrena terminal ha dado lugar a un caótico entramado de rocas a sus pies que dificultan notablemente la subida en otoño y primavera, cuando la nieve únicamente las cubre con una fina capa. No obstante, en la actualidad, el desplazamiento de sus hielos se ha reducido considerablemente, por lo que las grietas de su superficie no alcanzan la peligrosidad de siglos atrás. Es posible que en un futuro próximo este glaciar quede dividido en dos partes, al seccionarse la masa próxima a la cima de la que se extiende al pie de Coronas.
Su desaparición a causa del calentamiento global está prevista para el año 2050.